# Pardis (shahrestan)
Pardis (persiska: شهرستان پردیس, Shahrestan-e Pardis) är en delprovins (shahrestan) i Iran, i provinsen Teheran. Administrativt centrum är staden Pardis.
Delprovinsen hade 169 060 invånare vid folkräkningen 2016.